# Православље у Немачкој
Православље у Немачкој није традиционално. Након Великог раскола 1054. године немачки хришћани остали су у зони утицаја Римокатоличке цркве. У 16. веку у немачким земљама почиње да се шири протестантизам, иако је низ територија (Баварска, Аустрија итд.) остао веран католичанству.
Православна епископска конференција Немачке окупља православне представнике Цариградске, Антиохијске, Руске, Српске, Румунске, Бугарске и Грузијске патријаршије, и других православних епархија на територији Немачке.

## Историја
Руско православље је у Немачкој присутно око 300 година. Под Петром Великим, у Берлину је 1718. године отворена капела, која је постојала до 1837. године. Потом је овај амбасадорски храм премештен у нову зграду Амбасаде Русије. Православну заједницу чинило је око пет хиљада православних хришћана: Руса, Срба, Бугара, Грка и Румуна. Православни храмови које тренутно постоје у Немачкој датирају из 19. и 20. века. Поред ових, постоје цркве изграђене 60-их и 90-их година 20. века у Минхену, Хамбургу, Франкфурту, Келну, и такозвани богослужбени пунктови - богослужбена места опремљена стамбеним и нестамбеним просторијама.
Од друге половине 19. века, руски аристократи и други представници руског друштва одлазили су у Немачку да се опусте и лече у бањама, што је постало повод за изградњу већег броја православних цркава: у Бад Емсу (1876), Баден-Бадену (1882), Бад Хомбургу (1899), Бад Кисингену (1901), Бад Наухајму и Бад Брикенау (1908). Из тог периода датирају и две цркве у одмаралиштима Маријенбад (Марианске Лазне) и Карлсбад (Карлове Вари), који се сада налазе у Чешкој.
Број православних хришћана у земљи почео је да расте тек почетком 1960-их, када је ток радних миграната из источне Европе похрлио у Немачку. Међу њима сада преовлађују Руси и људи који говоре руски, као и Бугари, Румуни, Украјинци, Молдавци, Срби...
До 1990-их, највећи део православне дијаспоре у Немачкој су били Грци (углавном економски мигранти из послератне Грчке). Број православних хришћана у земљи, према различитим проценама, 2010. био је 1,5 до 2 милиона људи, око 2% од укупног становништва земље. На крају 2021. број православних се увећао на око 3 милиона, организованих у око 600 православних заједница на различитим језицима..
Српска православна црква основала је 1969. гоине Западноевропску и Аустралијску епархију. За првог архијереја изабран викар Патријарха српског Епископ моравички Лаврентије, устоличен у Лондону. 1972. године седиште Епархије је пренето у Диселдорф. Од 2018. епархија носи назив Дизелорфска и све Немачке.
Дана 15. октобра 2013. године, на састанку Светог Синода Антиохијске Патријаршије, установљена је Митрополија Немачка, а за њеног управника је изабран митрополит Исак (Баракат).

## Тренутна ситуација
Основу руске православне заједнице чине претежно млади људи, јер међу мигрантима преовлађује млађа генерација. Руска православна црква планира да изгради велику цркву у Бремену, ово би требало да буде први такав пројекат за више од 100 година. На захтев држављана Немачке који говоре руски, православље је укључено у званични наставни план и програм у неким школама и универзитетима, а оцена из предмета је уврштена у књижицу. У православним парохијама, у зависности од националности парохијана, у богослужењу се користе и црквенословенски и немачки језици, литургија и вечерње се обављају у потпуности на немачком језику.

## Галерија
- Руска црква у Дрездену
- Руска црква у Лајпцигу
- Руска црква у Вајмару
- Руска црква у  Бад-Емсу
- Руска црква у  Бад-Хамбургу
- Српски храм Светог Саве у Дизелдорфу
- Српски храм у Хилдесхајму
- Грчка црква у Дизелдорфу
- Храм светог Николаја (Гифхорн)